# Квінсленд
Кві́нсленд (англ. Queensland, скорочено — Qld) — штат в Австралії. Столиця — Брисбен. Міста — Голд-Кост, Кернс, Тувумба, Таунсвіль, Рокгемптон, Калаундра, Маккай, Гладстон.
Особливості: Великий Вододільний хребет, включаючи гору Бартл Фрере 1 657 м; Великий бар'єрний риф довжиною близько 2 тис. км біля східного узбережжя; гірничодобувний район біля міста Маунт-Айза; Саншайн-Кост (узбережжя «Сонячне Сяйво») з великою кількістю курортів.
Виробництво: цукор, ананаси, яловичина, бавовна, вовна, тютюн (сировина), мідь, золото, срібло, свинець, цинк, вугілля, нікель, боксити, уран, природний газ.

## Історія
Частина Нового Південного Уельсу до 1859, коли одержала самоврядування. У 1989 Національна партія зазнала поразки після 32 років перебування при владі і їй на зміну прийшла Лейбористська партія.

## Географія
Повна площа Квінсленду близько 1853 тис. км² (друге місце серед штатів країни). На півночі штат омивається водами затоки Карпентарія і Кораловим морем Тихого океану, на сході — Тихим океаном. На півдні Квінсленд межує з Новим Південним Уельсом, на заході — з Північною Територією і Південною Австралією.
У штаті лежить вулканічне озеро Ічем.

## Населення

### Міста

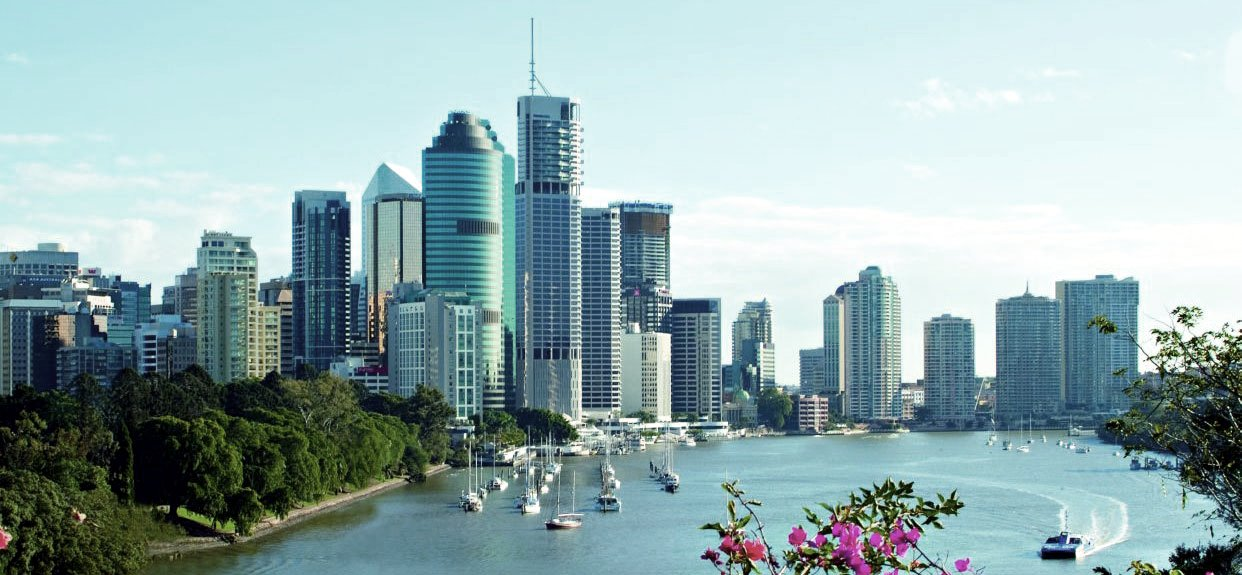
Брисбен

Брисбен — третє за розмірами місто Австралії, столиця штату. Місто-порт розташоване на тихоокеанському узбережжі. Місто досить мальовниче, в ньому багато зелені, парків, скверів, зелених насаджень. Центр міста несе в собі риси вікторіанської епохи. Житло містяни будують на палях, це запобігає руйнуванню будинків від вологи й термітів. Вікна від тропічної спеки закривають жалюзі. Промисловість міста представлена підприємствами нафтопереробної (нафтогін з родовища Муні, портовий термінал), суднобудівної, хімічної (суперфосфатні добрива), залізничної та харчової галузей. У місті працюють 2 університети (штату й Гриффіта), аграрний коледж, обсерваторія, художня галерея, театр. У місті розташовані два ботанічні сади: міський і Маунт-Кут-Тха.

## Символи штату
- Квітка: Dendrobium bigibbum
- Тварина: Коала
- Птах: Grus rubicunda
- Риба: Amphiprion akindynos
- Мінерал або дорогоцінне каміння: Сапфір
- Кольори: каштановий